# Geranomyia synaporosa
Geranomyia synaporosa is een tweevleugelige uit de familie steltmuggen (Limoniidae). De soort komt voor in het Afrotropisch gebied.